# イーライ・モーガン
イライジャ・アラン・モーガン（Elijah Allan Morgan, 1996年5月13日 - ）は、アメリカ合衆国カリフォルニア州ロサンゼルス郡ランチョ・パロス・ベルデス出身のプロ野球選手（投手）。右投右打。MLBのシカゴ・カブス所属。

## 経歴

### プロ入りとインディアンス／ガーディアンズ時代
2017年のMLBドラフト8巡目（全体252位）でクリーブランド・インディアンスから指名され、プロ入り。契約後、傘下のA-級マホーニングバレー・スクラッパーズでプロデビュー。13試合（先発5試合）に登板して3勝2敗、防御率1.03、58奪三振を記録した。
2018年はA級レイクカウンティ・キャプテンズとA+級リンチバーグ・ヒルキャッツでプレーし、2球団合計で27試合に先発登板して9勝7敗、防御率3.27、156奪三振を記録した。
2019年はA+級リンチバーグ、AA級アクロン・ラバーダックス、AAA級コロンバス・クリッパーズでプレーし、3球団合計で26試合（先発25試合）に登板して9勝6敗、防御率3.39、146奪三振を記録した。
2020年はCOVID-19の影響でマイナーリーグの試合が開催されず、メジャーにも昇格しなかったため、公式戦の登板は無かった。オフの11月20日にルール・ファイブ・ドラフトでの流出を防ぐために40人枠入りした。
2021年は5月のマイナーリーグ開幕をAAA級コロンバスで迎え、5月28日にメジャー初昇格を果たした。メジャーデビューとなった同日のトロント・ブルージェイズ戦では先発を務めたが、2.2回を6失点で敗戦投手となった。この年メジャーでは18試合に先発登板して5勝7敗、防御率5.34、81奪三振を記録した。
2022年はリリーフへ配置転換され、50試合（先発1試合）に登板して5勝3敗、防御率3.38、72奪三振、チーム2位となる10ホールドを記録した。

### カブス時代
2024年オフの11月20日にアルフォンシン・ロザリオとの交換トレードでシカゴ・カブスへ移籍した。

## 選手としての特徴
平均93mph（約149.6km/h）の速球に、チェンジアップ、スライダーといった変化球を交える。特にチェンジアップは2022年に球界でも最も遅い数値（平均75.9mph＝約122.1km/h）を計測し、この年の同球種の被打率は.184と秘密兵器になった。

## 詳細情報

### 年度別投手成績
| 年 度    | 球 団    | 登 板 | 先 発 | 完 投 | 完 封 | 無 四 球 | 勝 利 | 敗 戦 | セ 丨 ブ | ホ 丨 ル ド | 勝 率 | 打 者 | 投 球 回 | 被 安 打 | 被 本 塁 打 | 与 四 球 | 敬 遠 | 与 死 球 | 奪 三 振 | 暴 投 | ボ 丨 ク | 失 点 | 自 責 点 | 防 御 率 | W H I P |
| -------- | -------- | ----- | ----- | ----- | ----- | -------- | ----- | ----- | -------- | ----------- | ----- | ----- | -------- | -------- | ----------- | -------- | ----- | -------- | -------- | ----- | -------- | ----- | -------- | -------- | ------- |
| 2021     | CLE      | 18    | 18    | 0     | 0     | 0        | 5     | 7     | 0        | 0           | .417  | 379   | 89.1     | 90       | 20          | 22       | 0     | 4        | 81       | 1     | 0        | 54    | 53       | 5.34     | 1.25    |
| 2022     | CLE      | 50    | 1     | 0     | 0     | 0        | 5     | 3     | 0        | 10          | .625  | 256   | 66.2     | 46       | 10          | 13       | 0     | 2        | 72       | 0     | 0        | 29    | 25       | 3.38     | 0.88    |
| 2023     | CLE      | 61    | 0     | 0     | 0     | 0        | 5     | 2     | 1        | 8           | .714  | 299   | 67.1     | 73       | 9           | 24       | 1     | 1        | 75       | 2     | 1        | 37    | 30       | 4.01     | 1.44    |
| 2024     | CLE      | 32    | 0     | 0     | 0     | 0        | 3     | 0     | 0        | 3           | 1.000 | 167   | 42.0     | 30       | 4           | 11       | 1     | 1        | 34       | 0     | 0        | 11    | 9        | 1.93     | 0.98    |
| MLB：4年 | MLB：4年 | 161   | 19    | 0     | 0     | 0        | 18    | 12    | 1        | 21          | .600  | 1101  | 265.1    | 239      | 43          | 70       | 2     | 8        | 262      | 2     | 2        | 131   | 117      | 3.97     | 1.16    |

- 2024年度シーズン終了時

### 年度別守備成績
| 年 度 | 球 団 | 投手（P） | 投手（P） | 投手（P） | 投手（P） | 投手（P） | 投手（P） |
| 年 度 | 球 団 | 試 合     | 刺 殺     | 補 殺     | 失 策     | 併 殺     | 守 備 率  |
| ----- | ----- | --------- | --------- | --------- | --------- | --------- | --------- |
| 2021  | CLE   | 18        | 1         | 11        | 0         | 2         | 1.000     |
| 2022  | CLE   | 50        | 3         | 6         | 0         | 0         | 1.000     |
| 2023  | CLE   | 61        | 5         | 8         | 1         | 0         | .929      |
| 2024  | CLE   | 32        | 4         | 9         | 0         | 0         | 1.000     |
| MLB   | MLB   | 161       | 13        | 34        | 1         | 2         | .979      |

- 2024年度シーズン終了時

### 背番号
- 49（2021年 - 2024年）
- 33（2025年 - ）